# Gaetano Bartolozzi
Gaetano Stefano Bartolozzi (* 1757; † 1821) war ein italienischer Kupferstecher, Kunsthändler und Kaufmann.  Er war der Sohn des berühmten Kupferstechers Francesco Bartolozzi, ein Freund von Joseph Haydn, der Ehemann der herausragenden Pianistin Therese Bartolozzi und der Vater der berühmten Schauspielerin und Theaterleiterin Lucia Elizabeth Vestris.
Für weitere Informationen zu seinem Leben siehe Therese Bartolozzi.